# Tanaorhinus
Tanaorhinus là một chi bướm đêm thuộc họ Geometridae.